# Cantone di Chambley-Bussières
Il Cantone di Chambley-Bussières era una divisione amministrativa dell'arrondissement di Briey.
È stato soppresso a seguito della riforma complessiva dei cantoni del 2014, che è entrata in vigore con le elezioni dipartimentali del 2015.
Comprendeva i comuni di:
- Chambley-Bussières
- Dampvitoux
- Hagéville
- Mars-la-Tour
- Onville
- Puxieux
- Saint-Julien-lès-Gorze
- Sponville
- Tronville
- Villecey-sur-Mad
- Waville
- Xonville